# DRD1
DRD1 (англ. Dopamine receptor D1) — білок, який кодується однойменним геном, розташованим у людей на короткому плечі 5-ї хромосоми. Довжина поліпептидного ланцюга білка становить 446 амінокислот, а молекулярна маса — 49 293.
| 10         |  | 20         |  | 30         |  | 40         |  | 50         |
| ---------- |  | ---------- |  | ---------- |  | ---------- |  | ---------- |
| MRTLNTSAMD |  | GTGLVVERDF |  | SVRILTACFL |  | SLLILSTLLG |  | NTLVCAAVIR |
| FRHLRSKVTN |  | FFVISLAVSD |  | LLVAVLVMPW |  | KAVAEIAGFW |  | PFGSFCNIWV |
| AFDIMCSTAS |  | ILNLCVISVD |  | RYWAISSPFR |  | YERKMTPKAA |  | FILISVAWTL |
| SVLISFIPVQ |  | LSWHKAKPTS |  | PSDGNATSLA |  | ETIDNCDSSL |  | SRTYAISSSV |
| ISFYIPVAIM |  | IVTYTRIYRI |  | AQKQIRRIAA |  | LERAAVHAKN |  | CQTTTGNGKP |
| VECSQPESSF |  | KMSFKRETKV |  | LKTLSVIMGV |  | FVCCWLPFFI |  | LNCILPFCGS |
| GETQPFCIDS |  | NTFDVFVWFG |  | WANSSLNPII |  | YAFNADFRKA |  | FSTLLGCYRL |
| CPATNNAIET |  | VSINNNGAAM |  | FSSHHEPRGS |  | ISKECNLVYL |  | IPHAVGSSED |
| LKKEEAAGIA |  | RPLEKLSPAL |  | SVILDYDTDV |  | SLEKIQPITQ |  | NGQHPT     |

A: Аланін

C: Цистеїн

D: Аспарагінова кислота

E: Глутамінова кислота

F: Фенілаланін

G: Гліцин

H: Гістидин

I: Ізолейцин

K: Лізин

L: Лейцин

M: Метіонін

N: Аспарагін

P: Пролін

Q: Глутамін

R: Аргінін

S: Серин

T: Треонін

V: Валін

W: Триптофан

Кодований геном білок за функціями належить до рецепторів, g-білокспряжених рецепторів, білків внутрішньоклітинного сигналінгу. Задіяний у такому біологічному процесі як поліморфізм. Локалізований у клітинній мембрані, мембрані, ендоплазматичному ретикулумі.